# Sky Whirl
A Sky Whirl egy egyedi, tripla óriáskerék, melyből kettő működött összesen a világon.

## Története
Az Intamin AG által megalkotott óriáskereket 1976-ban hozták működésbe mindkét Marriott's Great Amerika Parkban.
A tripla óriáskereket leginkább egy fához lehetne hasonlítani. Egy központi állványzathoz kapcsolódva három karon forgó kerék működött. A hagyományos óriáskerekek esetében viszonylag lassú folyamat volt az utasok cserélődése, a Sky Whirlnél azonban a le-és felszállás idejére az egyik kerék lent forgott a beszállóhelynél, ezalatt másik két kar kereke tovább forgott kb. 33 méter magasságban.
Jelenleg már egyik tripla óriáskerék sincs működésben. A Santa Clara-i Sky Whirl 1997. szeptember 1-jén, a gurnee-i tripla kerék 2000-ben tette meg utolsó útját. Az utóbbit 2001-ben bontották le, és a látogatók nagy csalódását váltották ki vele.

## Galéria

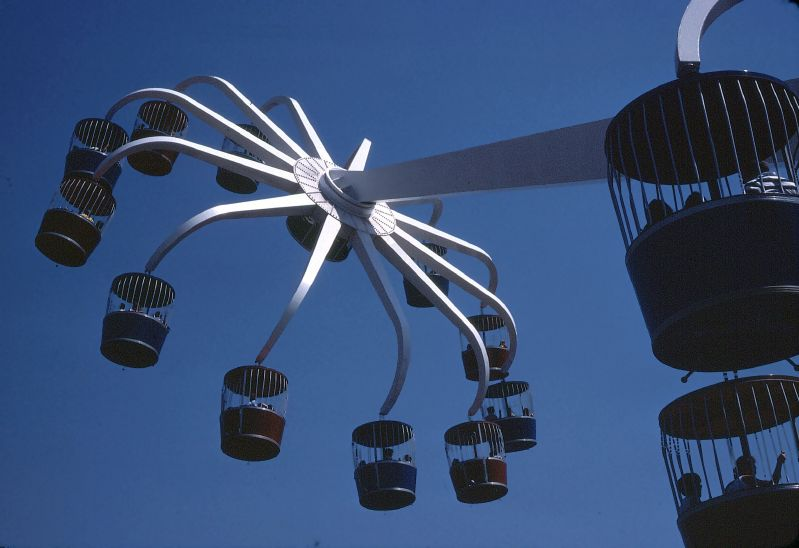
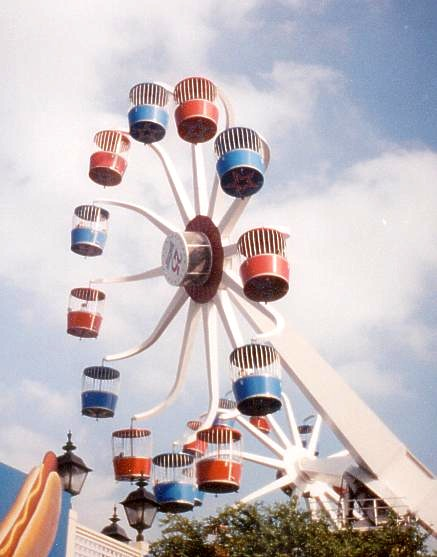
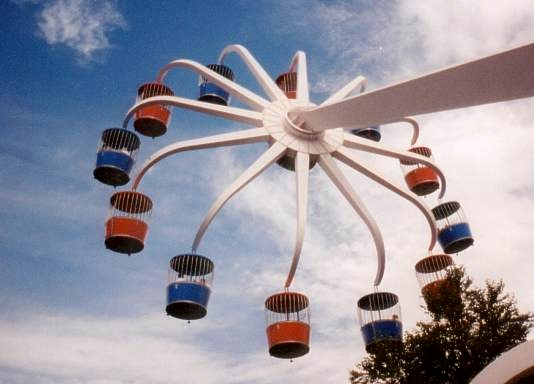